# Slovénie positive
Slovénie positive (en slovène : Pozitivna Slovenija, PS) est un parti politique slovène de centre gauche, fondé en 2011 par le maire de Ljubljana, Zoran Janković.

## Histoire

### Apparition
Le 10 octobre 2011, environ trois semaines après la chute du gouvernement minoritaire de centre-gauche du président du gouvernement social-démocrate Borut Pahor, le maire de Ljubljana, Zoran Janković, indépendant de centre gauche, annonce, depuis l'hôtel de ville, son intention de participer aux élections législatives anticipées du 4 décembre.
Il annonce, dès le lendemain, que le parti prendra le nom de « Liste Zoran Janković – Slovénie positive » (Lista Zorana Jankovića – Pozitivna Slovenija, LZJ-PS).

### Fondation
Se fixant comme principal objectif d'atteindre 4 % de croissance économique par an et de réduire le déficit public à moins de 3 % du produit intérieur brut (PIB), afin de faire de la Slovénie l'un des meilleurs pays au monde, la formation est officiellement fondée lors d'un congrès, organisé le 22 octobre, au cours duquel Janković en est élu président, à l'unanimité.
Slovénie positive bénéficie, entre autres, du soutien de Milan Kučan, président de la République entre 1992 et 2002.

### Entrée au Parlement
Au cours des élections législatives, le parti, qui avait atteint la deuxième place dans les enquêtes d'opinion, derrière le Parti démocratique slovène (SDS), arrive en tête, avec 28,5 % des suffrages exprimés et 28 députés sur 90.
Il entreprend alors des négociations avec les Sociaux-démocrates (SD), la Liste civique de Gregor Virant (LGV) et le Parti démocrate des retraités slovènes (DeSUS), afin de former une coalition bénéficiant de 52 députés. Toutefois, la LGV et le DeSUS préfèrent s'associer avec le SDS, maintenant la PS dans l'opposition. Au cours de son deuxième congrès, qui se réunit en janvier 2012, la formation prend le simple nom de « Slovénie positive ».
À l'élection présidentielle de 2012, le parti s'engage en faveur du chef de l'État sortant, Danilo Türk, avec le DeSUS, Zares et la LDS, mais il est largement défait au second tour par Borut Pahor.

### De l'opposition au gouvernement
Le 17 janvier 2013, Zoran Janković est suspendu de toutes ses fonctions après avoir été mis en cause par la commission de prévention de la corruption, la députée Alenka Bratušek étant chargée de la présidence du parti à titre provisoire.
À la suite de l'éclatement progressif de la coalition gouvernementale du président du gouvernement Janez Janša (SDS), le groupe parlementaire de Slovénie positive, déjà soutenu par les sociaux-démocrates, négocie le ralliement de la Liste civique (DL, nouveau nom de la LGV) et du DeSUS. Le 27 février 2013, l'Assemblée adopte, par 55 voix contre 33, une motion de défiance qui désigne Bratušek comme candidate à la direction du gouvernement slovène. Celle-ci parvient à s'associer avec les SD, la DL et le DeSUS et obtient l'investiture de l'Assemblée le 20 mars suivant, par 52 voix contre 35 abstentions.
Le 25 avril 2014, Zoran Janković est réélu président contre Alenka Bratušek lors du congrès du parti. Celle-ci remet sa démission de la présidence du gouvernement dix jours plus tard et annonce quitter Slovénie positive, pour son propre parti, avec qui les autres formations de la coalition ne veulent plus travailler du fait de la mise en cause de Janković dans des affaires de corruption.
Le parti a reçu 2,96 % des suffrages exprimés lors des élections législatives du 13 juillet 2014, et n'a remporté aucun siège à l'Assemblée nationale.

## Résultats électoraux
| Scrutin | Score  | Sièges  | Place |
| ------- | ------ | ------- | ----- |
| 2011    | 28,5 % | 28 / 90 | 1re   |
| 2014    | 2,96 % | 0 / 90  | 9e    |